# Bo Sjööberg
Bo Holger Sjööberg, född 3 december 1938 i Borås. Avled 16 november 2018 är en svensk målare och grafiker.
Han är son till parkeringsvakten Holger Leonard Sjööberg. Han studerade kurser på Valands konstskola i Göteborg och   självstudier i målning och konstformer under studieresor till Jugoslavien och Spanien i början av 1960-talet. Hans vän och mentor var Boråskonstnären Sven Angborn Han medverkade i samlingsutställningar med Borås och Sjuhäradsbygdens konstförening i Borås och i Älvsborgssalongerna i Alingsås, separat ställde han bland annat ut på Galerie Christinæ i Göteborg. Hans konst består av målningar med mustiga kontraster mellan dunkla färger och blänkande ljus. Sjööberg är representerad med oljemålningen Grottan vid Göteborg kommuns samling. 